# مقاطعة هيتينغر (داكوتا الشمالية)
هيتينغر (بالإنجليزية: Hettinger) هي إحدى مقاطعات ولاية داكوتا الشمالية في الولايات المتحدة الأمريكية.